# Monforte de Moyuela
Monforte de Moyuela (aragónul Mont-fort) település Spanyolországban, Teruel tartományban. Monforte de Moyuela Blesa, Huesa del Común, Loscos és Plenas községekkel határos. Lakosainak száma 75 fő (2024).

## Népesség
A település népessége az utóbbi években az alábbiak szerint változott:
| Lakosok száma | 58   | 75   | 80   | 80   | 63   | 63   | 64   | 67   | 75   | 75   |
|               | 2001 | 2004 | 2007 | 2009 | 2012 | 2014 | 2017 | 2019 | 2022 | 2024 |